# Fita magnética

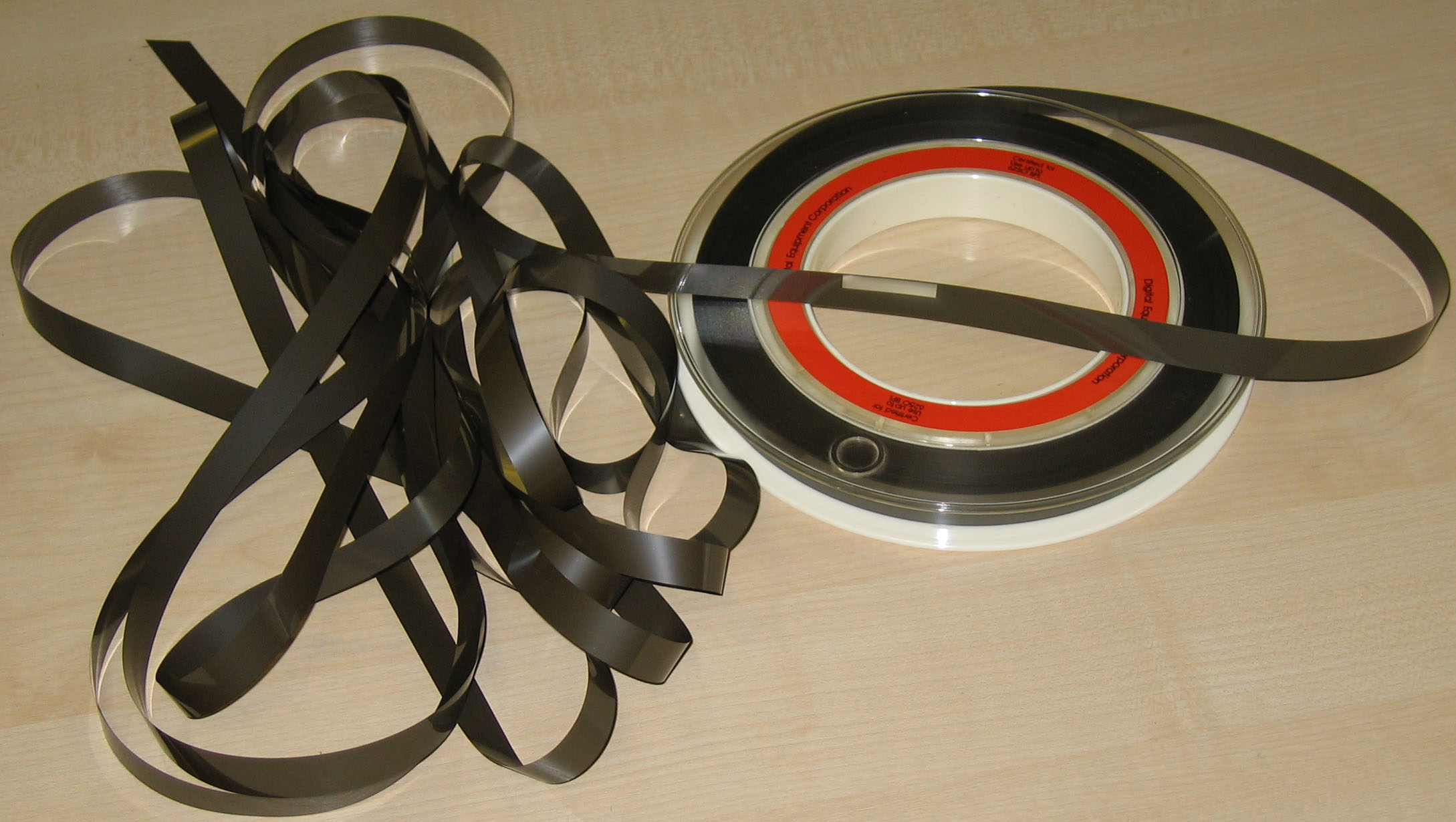
Uma fita magnética para computador

Fita magnética (ou banda magnética) é uma mídia de armazenamento não volátil que consiste em uma fita plástica coberta de material magnetizável. A fita pode ser utilizada para registro de informações analógicas ou digitais, incluindo áudio, vídeo e dados de computador.

## Estrutura
As fitas magnéticas são formadas por uma base coberta por uma superfície de gravação — um polímero no qual está disperso o pigmento magnético (como óxidos de ferro ou de cromo). Normalmente adiciona-se a esta superfície um componente lubrificante. A fita pode ter uma cobertura traseira, para proteção e redução de atrito.
Em alguns casos, a superfície de gravação não é composta de pigmentos dispersos em polímero, mas de uma finíssima camada metálica depositada diretamente sobre a base. 

## Formas de apresentação
As fitas estão disponíveis em rolos, cassetes ou cartuchos. Fitas em rolos, a forma mais antiga, requerem cuidadosos procedimentos de montagem, mas são baratas e permitem bastante controle do operador. Fitas em cassete embutem um rolo doador e um rolo receptor em um único invólucro e são hoje em dia as mais difundidas. Cartuchos possuem um único rolo: a fita se apresenta ou como um laço sem fim (de forma que um único rolo possa atuar como doador e receptor) ou com uma guia inicial que é adaptada a um segundo rolo embutido no dispositivo de leitura e gravação. Cassetes e cartuchos são muito mais simples de montar.

## Tecnologias de gravação
Existem basicamente duas tecnologias de gravação em fitas magnéticas: a longitudinal e a helicoidal. A primeira utiliza uma cabeça estática, que grava trilhas de dados paralelas ao sentido de deslocamento da fita. A segunda utiliza cabeças rotativas, acopladas a um tambor que gira em alta velocidade, gravando trilhas de dados diagonais ao sentido da fita. A tecnologia helicoidal permite uma densidade de gravação muito maior que a longitudinal, mas impõe um severo desgaste tanto sobre a mídia quanto sobre o equipamento, por causa do atrito do tambor giratório, que chega a alcançar velocidades de 2.000 RPM. 
Um exemplo da tecnologia helicoidal é a DDS , uma fita de 4mm em cassete, introduzida pela Sony e pela Hewlett-Packard, que utiliza a mesma tecnologia da fita DAT . Em sua versão mais recente, o DDS-4, essas fitas têm capacidades nativas de 20 GB, chegando a 40 GB em modo comprimido. Por causa do desgaste mecânico, os fabricantes destas fitas garantem sua confiabilidade por apenas 2.000 passagens pela cabeça de leitura/gravação, em condições ideais. Como em uma única operação da fita normalmente provoca mais de uma passagem pelo mesmo local, os fabricantes recomendam que a mesma fita seja usada em apenas cerca de 100-150 operações de cópia — em condições ideais. A cabeça de leitura do dispositivo sofre também desgastes, e tem uma expectativa de vida de 2.000 horas de uso.
A fita PVT, uma fita de meia polegada em cartucho, patenteada pela Quantum Corporation, exemplifica a tecnologia longitudinal. Na versão DLT-IV, estas fitas têm capacidades nativas de 40 BIG Mec (80 g em modo comprimido). Um mecanismo especial reduz tanto o desgaste das fitas quanto das cabeças de leitura do dispositivo. Em condições ideais, as fitas resistem a 1.000.000 de passagens, ou cerca de 10.000 operações de cópia, enquanto a expectativa de vida pode chegar a 99.000 horas.

## Fitas magnéticas de áudio

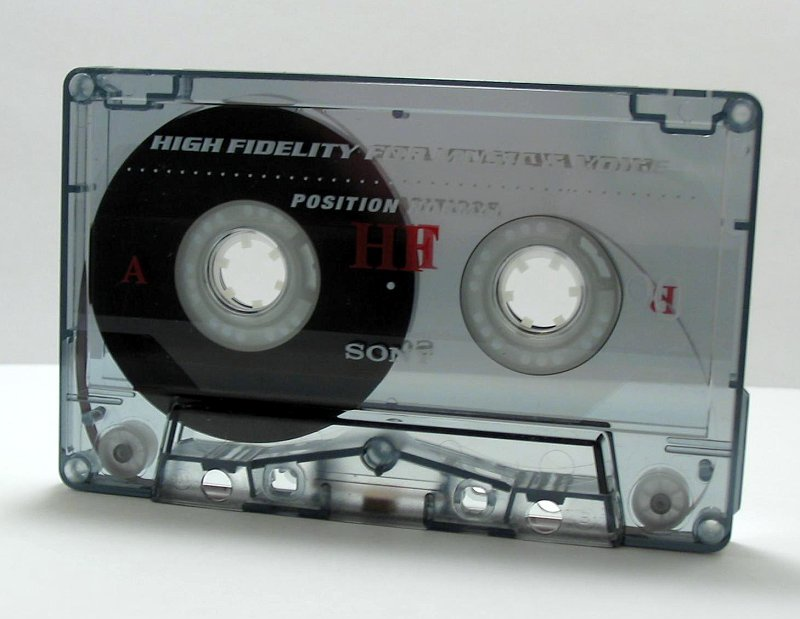
Fita cassete para áudio

A primeira aplicação da fita magnética foi o registro de áudio, razão pela qual ela foi inventada por Fritz Pfleumer em 1928, na Alemanha. Ela descende da gravação em cabos magnéticos, criada por Valdemar Poulsen em 1898. Uma grande variedade de equipamentos e formatos foi desenvolvida desde então.
Um deles é o audiocassete ou fita cassete. Difundiu tremendamente a possibilidade de se gravar e se reproduzir som. No início, a pequena largura da fita e a velocidade reduzida (para permitir uma duração de pelo menos 30 minutos por lado) comprometiam a qualidade do som, mas recursos tecnológicos foram incorporados ao longo do tempo que tornaram a qualidade bastante razoável como: novas camadas magnéticas (Low Noise, Cromo, Ferro Puro e Metal), cabeças de gravação e reprodução de melhor qualidade nos aparelhos e filtros (Dolby Noise Reduction) para redução de ruídos.
Os primeiros gravadores com áudio cassete da Philips já eram portáteis, mas no final dos anos 70 com a invenção do walkman pela Sony, um reprodutor cassete super compacto de bolso com fones de ouvido, houve a explosão do som individual.
No entanto, o mercado de cassetes entrou em sério declive desde o aparecimento do CD. Em 2001, os cassetes constituíram somente 4% de toda a música vendida nos Estados Unidos. Não obstante, até o presente cassetes virgens ainda estavam sendo produzidos.

## Fitas magnéticas de vídeo

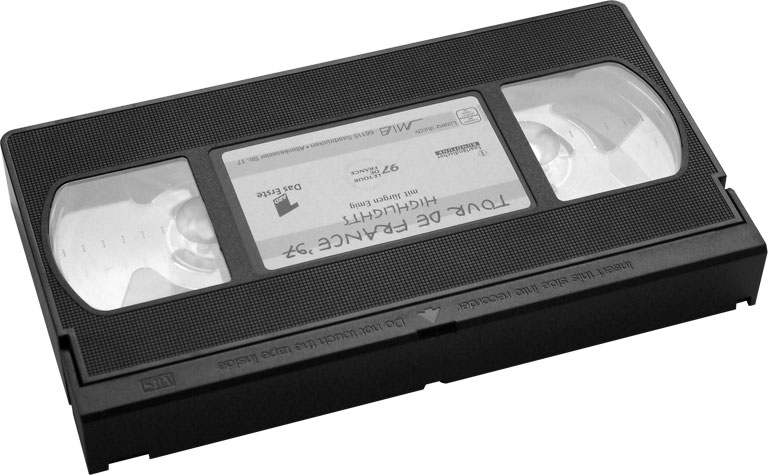
Fita VHS para vídeo

A gravação de vídeo requer muito mais banda passante que a de áudio, e se tornou possível graças à invenção da tecnologia de gravação helicoidal. Os primeiros gravadores de vídeo usavam fitas em rolo, mas sistemas modernos utilizam cartuchos e cassetes, tendo o videocassete doméstico se tornado bastante popular.
O sistema foi introduzido na década de 1970 e difundiu-se rapidamente ganhando o mercado contra o Betamax, o primeiro formato popular de videocassete doméstico.
Com o tempo o formato foi desenvolvido gerando subproductos como o VHS-C (VHS Compacto), que tinha as mesmas características técnicas mas com uma caixa menor (consequentemente com menor duração) que permitiu a sua colocação em câmeras de pequeno porte aumentando a portabilidade dos equipamentos e maior difusão. Este cassete VHS-C para ser reproduzido num leitor VHS convencional era encaixado num adaptador, na verdade uma caixa VHS padrão sem fita mas com um mecanismo que tracionava a fita menor.
No entanto, semelhante à fita cassete, o VHS teve o seu declínio com a aparição do DVD. O VHS perdeu mercado e já é considerado um formato ultrapassado. A última grande fabricante desse formato, a Distribution Video Audio (DVA), anunciou que deixaria esse mercado no final de 2008..

## Fitas magnéticas de computadores

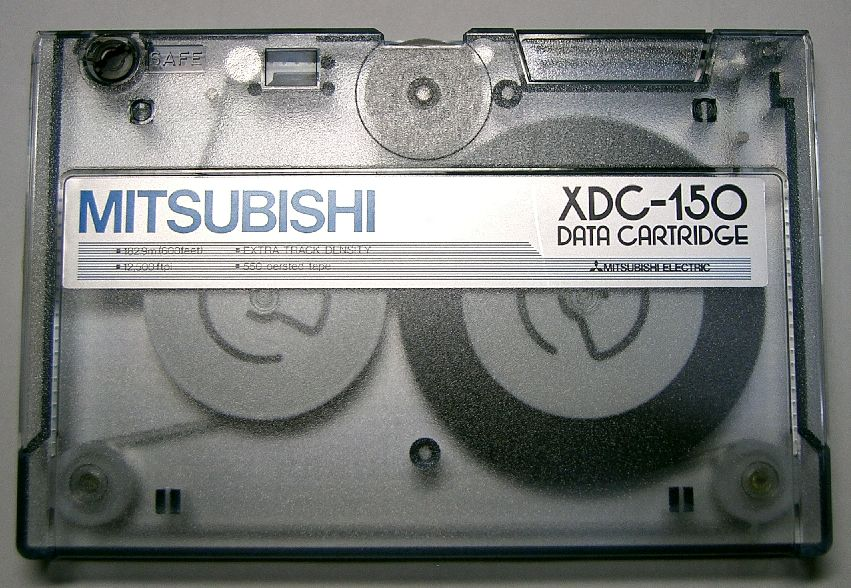
Fita de dados para computador

As fitas magnéticas são, ao lado dos discos ópticos, a principal representante dos suportes de armazenamento terciário. Sendo, talvez, o suporte de dados mais antigo ainda amplamente utilizado em sistemas de informação, elas sofreram diversas evoluções desde seu advento, no início da década de 1950.
Quando comparadas aos discos ópticos e óptico-magnéticos, as vantagens das fitas são a grande capacidade de armazenamento, o baixo custo por unidade armazenada, a longa expectativa de vida e a confiabilidade na retenção dos dados ao longo de sua vida útil. Suas desvantagens são o acesso seqüencial (as fitas requerem um moroso avanço e retrocesso para que sejam acessados os dados desejados), a necessidade de treinar o operador ou usuário para sua manipulação correta, o elevado custo dos dispositivos de leitura/gravação e a maior fragilidade.
O tempo de acesso não é constante, depende do endereço de acesso devido ao armazenamento de dados. A fita tem só dois lados para armazenagem.

## Conservação
A durabilidade e confiabilidade da fita magnética estão condicionadas à saúde de todos os seus componentes. Nas fitas modernas, a base é de poliéster muito resistente e quimicamente estável e os pigmentos magnéticos são óxidos metálicos estáveis. O primeiro elemento a se degradar quase sempre é o polímero de dispersão, responsável — dentre outras coisas — pela adesão da superfície de gravação à base. A umidade atmosférica provoca no polímero uma reação conhecida como hidrólise, deteriorando suas propriedades. A fita atacada por hidrólise pode apresentar separação entre as camadas de gravação e de base, ou ainda a síndrome da fita grudenta em que a superfície magnética se torna pegajosa e adere à cabeça de leitura/gravação, por vezes impedindo completamente a recuperação dos dados.
As fitas não baseadas em polímero não estão sujeitas à hidrólise, mas são extremamente sensíveis à poluição e umidade atmosféricas, que atacam o metal depositado em sua superfície.
Procedimentos corretos para manipulação e armazenamento de fitas magnéticas são essenciais para garantir sua longevidade. Basicamente, as fitas devem ser armazenadas em condições de baixa temperatura e umidade relativa do ar, longe de poluição, poeira, tabaco e gases corrosivos. Elas devem ser protegidas da exposição acidental a campos magnéticos fortes, como detectores de metais, autofalantes, motores elétricos, etc. As fitas devem ser sempre armazenadas em posição horizontal, de forma que com o tempo, o rolo não se apóie sobre um dos lados do carretel, danificando a borda da fita quando esta for desenrolada. Algumas fitas precisam ter seus rolos retensionados periodicamente, após longos períodos sem uso, o que é feito rebobinando-os em velocidades controladas. As fitas não devem sofrer quedas ou choques violentos, nem grandes variações de temperatura, e somente devem ser manipuladas por usuários treinados, em ambientes limpos. Para que as mídias não sejam danificadas durante a operação, os dispositivos de leitura/gravação devem estar sempre cuidadosamente limpos e regulados, especialmente os rolos tensores, os guias da fita e a cabeça de leitura/gravação.
Ao contrário dos discos rígidos, as fitas magnéticas não toleram uso contínuo: o desgaste das mídias provocado cada passagem pelo mecanismo limita o número de operações. Algumas tecnologias de fitas (e.g. DLT) provêem redundância e uma capacidade de corrigir pequenos erros nos dados (chamados soft errors — erros leves). Ao final de cada operação, o usuário é informado de quantos erros leves foram encontrados e corrigidos. Um aumento nesse número é sinal de que a fita deve ser substituída antes que ocorram erros irrecuperáveis (chamados hard errors — erros graves).
Com os cuidados devidos, a expectativa de vida de uma fita pode alcançar três décadas, frequentemente ultrapassando a própria obsolescência de sua tecnologia.